# تلنت ماندازا
تلنت ماندازا (انگلیسی: Talent Mandaza؛ زادهٔ ۱۱ دسامبر ۱۹۸۵) یک بازیکن فوتبال اهل زیمبابوه است؛ و در تیم بلک راینوس کویینز در پست هافبک بازی می‌کند. وی بازیکن تیم ملی فوتبال بانوان زیمبابوه و نماینده این کشور در بازی‌های المپیک تابستانی ۲۰۱۶ بود.